# Boykinia aconitifolia
Boykinia aconitifolia là một loài thực vật có hoa trong họ Saxifragaceae. Loài này được Nutt. miêu tả khoa học đầu tiên năm 1834.